# Adolfo Matarelli
Adolfo Matarelli, in arte Mata (1832 – Cisano Bergamasco, 10 luglio 1887), è stato un disegnatore e litografo italiano fiorentino del XIX secolo.
Conosciuto soprattutto per i suoi disegni di contenuto umoristico, fu uno del collaboratori della rivista satirica Il Lampione, fondata da Collodi.
Riposa nella tomba familiare al Cimitero Monumentale di Milano.